# 金华职业技术大学
29°03′56″N 119°37′57″E / 29.06556°N 119.63250°E

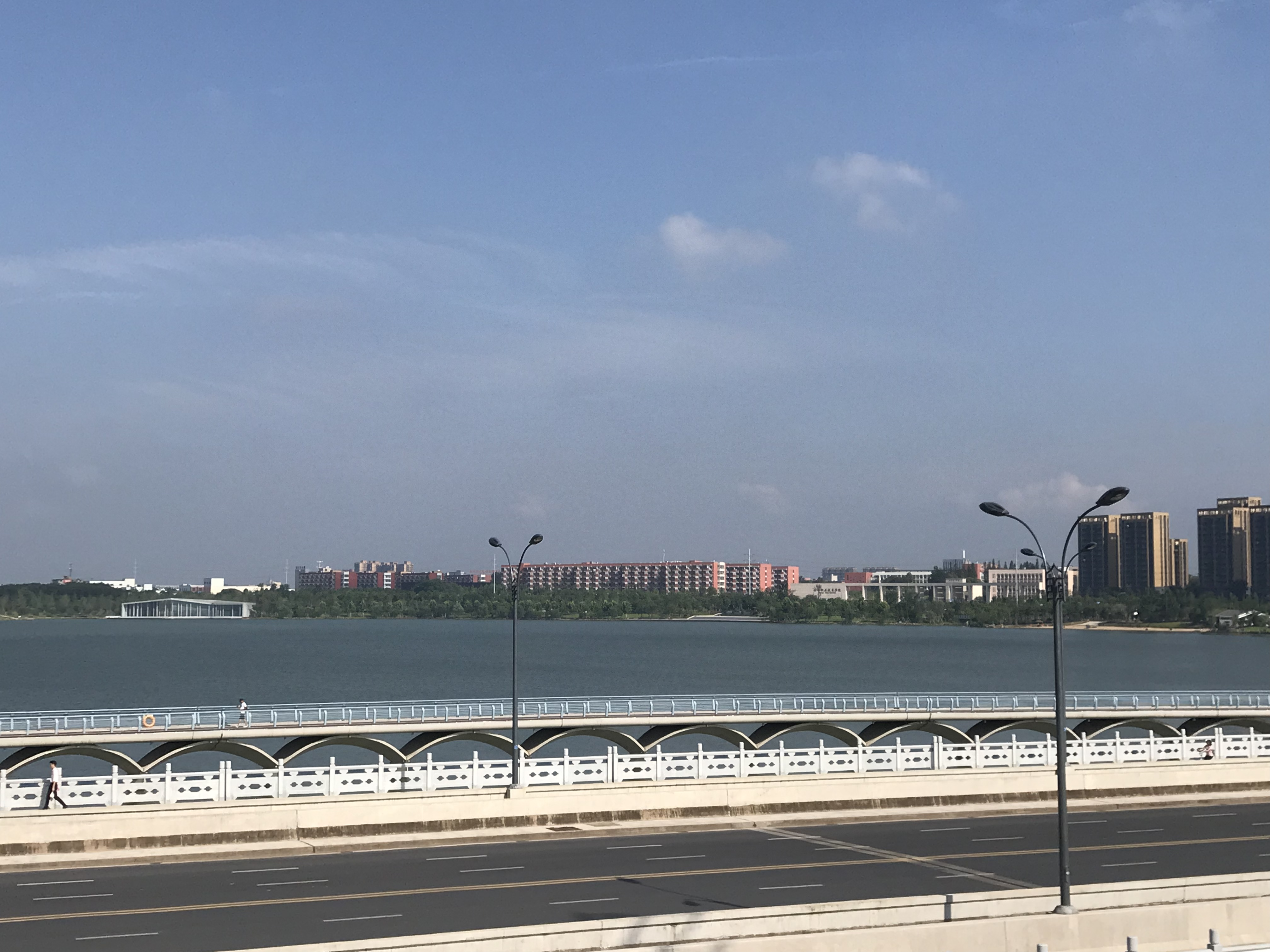
金职院校区远眺

金华职业技术大学位于中国浙江省金华市的普通高等学院，于1994年在原金华理工学院基础上筹建，1998年先后合并了浙江农业机械学校、金华贸易经济学校、金华师范学校（含原义乌师范学校）、金华农业学校、金华卫生学校等6所中专。2001年，挂牌金华大学（筹）。
2021年6月8日，浙江师范大学发布公告，宣布浙江师范大学行知学院不再与金华职业技术学院进行合并转设，办学性质不改变为职业教育本科。
2024年5月13日，教育部发布《关于拟同意设置本科高等学校的公示》，拟同意设立金华职业技术大学。
2024年5月31日，教育部批复同意设立金华职业技术大学。7月3日，金华职业技术大学揭牌。